# Två snubbar
Två snubbar, även känd som Pat och Mat, (tjeckiska: Kuťáci, Pat a Mat) är en tjeckisk stop motion-animerad TV-serie, skapad av Lubomír Beneš, och animationstudion AIF Studio. Serien handlar om två personer som utför diverse praktiska sysslor. Filmerna innehåller inget tal och sällan andra figurer, och scenerna ackompanjeras av musik. Figurerna heter Pat och Mat, men namngavs inte förrän 1989.
Den första filmen om dockorna kom år 1976. Därefter har ett antal serier gjorts. I Sverige har filmerna visats ett flertal gånger, och hade premiär i SVT den 7 januari 1986. Serien har även visats i Cartoon Network.
Figurernas kläder och bostäder har förändrats genom åren; de har bott både i funkisvillor, i en stad och i torp i skogen, och i de äldre avsnitten bodde de i våningslägenhet. Pat har gul tröja, basker och runt huvud medan Mat oftast har röd tröja. I de äldre filmerna hade Mat ibland en grå tröja, toppluva och ett mer avlångt huvud, men i den första filmen har de inga mössor på sig. Periodvis har de dock haft mörkare kläder.